# Реймонд Гослінг
Реймонд Гослінг (англ. Raymond Gosling, 15 липня 1926 — 18 травня 2015) — британський науковець, який працював з Морісом Вілкінсом і Розалінд Франклін у Лондонському королівському коледжі над визначенням структури ДНК.
Працюючи під керівництвом Розалінд Франклін, аспірант Гослінг отримав відому «фотографію 51», яка була використана Вотсоном і Кріком у встановленні структури ДНК.